# Mijaíl Borodín
Mijaíl Márkovich Borodín (en ruso: Михаил Mápкoвич Бородин, 9 de julio de 1884, Vitebsk-29 de mayo de 1951) era el alias de Mijaíl Gruzenberg, un prominente agente diplomático del Komintern; y agente de penetración política del Soviet supremo en China, quien primero se cree que fuera ejecutado en uno de los campos de concentración tras las purgas de 1945.

## Biografía

### Nacimiento
Borodin nació el 9 de julio de 1884 en una familia judía en Yanovich, situado en la actual región de Vitebsk, Bielorrusia. Se unió al partido bolchevique en 1903 y se asoció luego con Vladimir Lenin, apoyándolo en su posterior trabajo clandestino. En 1905, decidió exiliarse en el Reino Unido.
Expulsado de Rusia en 1906, pasó luego once años en los Estados Unidos. Mientras estuvo allí, asistió a clases en la Universidad de Valparaíso en Indiana, y enseñó inglés a los niños inmigrantes en la Jane Addams' Chicago Hull House. Después de la revolución, en 1918, regresó a su patria, trabajando en el departamento de relaciones exteriores. De 1919 a 1922, trabajó en México, los Estados Unidos y el Reino Unido como un agente de la Comintern. Fue detenido en el Reino Unido a donde había acudido a ayudar a fundar el Partido Comunista Británico.

### Actividades en China
Cuando Sun Yat-sen, solicitó la ayuda de la Internacional Comunista, Borodin llegó junto a un contingente de asesores soviéticos en Cantón, ciudad en la que Sun había establecido un gobierno local. Los soviéticos habían decidido en 1923 conceder ayuda financiera y organizativa a Sun para sus actividades políticas. El responsable de coordinarlas fue Boridin, que llegó a China en 1923. Fue encargado de esta labor apenas regresó a Moscú en la primavera de ese mismo año.
El inglés fue el idioma común entre los dos. Negoció el Primer Frente Unido entre el Partido Nacionalista Chino de Sun Yat-sen y el Partido Comunista de China. Fue el responsable de las redacción de los estatutos del partido, que quedó organizado a imagen del comunista ruso. Bajo su tutela, ambas partes se reorganizaron bajo los principios leninistas de centralismo democrático y se crearon los primeros institutos de formación organizados para la capacitación de los campesinos y así unirlos en organizaciones de masas, como el Instituto de Capacitación Campesina, donde el joven Mao Zedong sirvió en sus primeros pasos, y posteriormente en la creación de la Academia Militar de Whampoa, que bajo la dirección de Chiang Kai-shek; entrenó a los dirigentes y otros miembros del estrado principal del incipiente Partido Comunista Chino como un ejército controlado por y para el partido. La finalidad de la nueva academia militar era crear un cuerpo de oficiales profesional adicto al Kuomintang, que paliase la debilidad militar del partido, muy dependiente del favor de diversos caudillos militares. Organizó el envío de armas soviéticas y mantuvo astutamente el equilibrio entre los elementos de la clase media de los nacionalistas y los comunistas más radicales.
Tras la muerte de Sun Yat-sen en 1925, Borodin siguió siendo un influyente asesor de los nacionalistas hasta 1927, cuando se puso de parte del Gobierno nacionalista de izquierda en Wuhan, dirigido por Wang Jingwei y Eugene Chen. Stalin, objeto de críticas por León Trotski al comprometerse con la burguesía china, instruyó a Borodin para hacer cumplir las políticas de la revolución de la izquierda sobre los nacionalistas y para movilizar a un ejército de campesinos y trabajadores con el fin de hacerse con el control del partido. Chiang Kai-Shek, jefe de los movimientos políticos de derecha del partido, inicia la purga de los comunistas en la plana mayor del ejército, dando inicio a la sangrienta masacre de Shanghái de 1927, pero a Borodin le permitió «escapar» en coche hacia la Unión Soviética, junto con la esposa de Sun Yat-sen y los hijos de Eugene Chen. Borodin posteriormente y con aires de triunfalismo le diría a un reportero "La revolución se extiende hasta el río Yangtze", al comenzar su viaje, luego su declaración más conocida posterior a su fuga de China sería "si un buzo es enviado a la profundidad de la corriente amarilla, éste resucitaría del millón de esperanzas rojas".

### Vida posterior
Después de su regreso a la Unión Soviética, Borodin trabajó brevemente como editor del diario "Moscow News", un periódico con edición en inglés de Moscú. En 1949, fue detenido, y murió dos años más tarde en el reclusorio de Lefortovo después de ser víctima de las torturas allí infligidas.

## Influencia
Kenneth Rexroth menciona a Borodin en su poema "Otro ejercicio matutino", y es uno de los personajes principales de la obra "Les Conquérants" de André Malraux, su primera novela, publicada en 1928.